# Protoneura klugi
Protoneura klugi är en trollsländeart som beskrevs av Cowley 1941. Protoneura klugi ingår i släktet Protoneura och familjen Protoneuridae. IUCN kategoriserar arten globalt som otillräckligt studerad. Inga underarter finns listade i Catalogue of Life.